# 켄 커티스

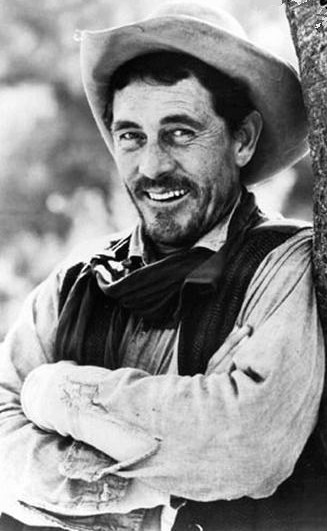

켄 커티스(Ken Curtis, 1916년 7월 2일 ~ 1991년 4월 28일)는 미국의 가수, 음악가, 배우, 영화 제작자이다.
프레즈노에서 사망하였다.

## 출연 작품
- 초원의 꿈 (1991년)
- 블랙 뷰티 (1978년)
- 샤이안 (1964년)
- 투 로드 투게더 (1961년)
- 알라모 (1960년)
- 더 영 랜드 (1959년)
- 자이언트 길라 몬스터 (1959년)
- 킬러 슈루스 (1959년)
- 존 웨인의 기병대 (1959년) - 윌키 상등병 역
- 마지막 함성 (1958년)
- 서부의 파라딘 (1957년)
- 독수리의 날개 (1957년)
- 수색자 (1956년)
- 웨스트 포인트 (1955년)
- 말 없는 사나이 (1952년)
- 돌아온 돈 데어데블 (1951년)

### 텔레비전
- 딜론 보안관 (1959-75)